# Juan Cejas
Juan Bautista Cejas (La Plata, 6 marzo 1998) è un calciatore argentino, centrocampista dell'Ethnikos Achnas in prestito dal Godoy Cruz.

## Carriera

### Club
Cresciuto nelle giovanili dell'Estudiantes (LP), ha esordito il 19 marzo 2017 in occasione del match vinto 1-0 contro il Patronato.

### Nazionale
Nel 2015 ha giocato 6 partite con la nazionale argentina Under-20.

## Statistiche

### Presenze e reti nei club
Statistiche aggiornate al 16 marzo 2018.
| Stagione        | Squadra          | Campionato      | Campionato | Campionato | Coppe nazionali | Coppe nazionali | Coppe nazionali | Coppe continentali | Coppe continentali | Coppe continentali | Altre coppe | Altre coppe | Altre coppe | Totale | Totale | Totale |
| Stagione        | Squadra          | Comp            | Pres       | Reti       | Comp            | Pres            | Reti            | Comp               | Pres               | Reti               | Comp        | Pres        | Reti        | Pres   | Reti   |        |
| --------------- | ---------------- | --------------- | ---------- | ---------- | --------------- | --------------- | --------------- | ------------------ | ------------------ | ------------------ | ----------- | ----------- | ----------- | ------ | ------ | ------ |
| 2016-2017       | Estudiantes (LP) | PD              | 7          | 0          | CA              | 0               | 0               | CL+CS              | 2+2                | 0                  |             | -           | -           | 11     | 0      |        |
| 2017-2018       | Estudiantes (LP) | PD              | 3          | 1          | CA              | 0               | 0               | CL                 | 0                  | 0                  |             | -           | -           | 3      | 1      |        |
| Totale carriera | Totale carriera  | Totale carriera | 10         | 1          |                 | 0               | 0               |                    | 4                  | 0                  |             | -           | -           | 14     | 1      |        |